# جورجیسم

نشان کمپین Georgist مربوط به دهه ۱۸۹۰ که در آن نماد گربه به شعار «آیا گربه را می‌بینی؟» اشاره می‌کند. برای تشبیه مسئله زمین

جورجیسم (به انگلیسی: Georgism) که در دوران مدرن زمین‌گرایی نیز نامیده می‌شود و از نظر تاریخی به عنوان جنبش مالیات واحد شناخته می‌شود، یک ایدئولوژی اقتصادی است که معتقد است، اگرچه مردم باید مالک ارزشی باشند که خودشان تولید می‌کنند، اما رانت اقتصادی ناشی از زمین - از جمله از همه منابع طبیعی. مشاعات، و مکان‌های شهری - باید به‌طور مساوی متعلق به همه اعضای جامعه باشد. پارادایم جورجیستی که از نوشته‌های هنری جورج اقتصاددان و اصلاح طلب اجتماعی آمریکایی توسعه یافته‌است، به دنبال راه حل‌هایی برای مشکلات اجتماعی و زیست‌محیطی است که بر اساس اصول حقوق زمین و مالیه عمومی است که تلاش می‌کند کارایی اقتصادی را با عدالت اجتماعی ادغام کند.
زمین گرایی به توزیع رانت اقتصادی ناشی از مالکیت زمین، انحصارات طبیعی، حقوق آلودگی، و کنترل عوام، از جمله عنوان مالکیت منابع طبیعی و سایر امتیازات ساختگی (مثلاً مالکیت معنوی) مربوط می‌شود. هر منبع طبیعی که ذاتاً در عرضه محدود باشد می‌تواند رانت اقتصادی ایجاد کند، اما نمونه کلاسیک و مهم انحصار زمین شامل استخراج اجاره زمین مشترک از مکان‌های شهری ارزشمند است. زمین گرایان استدلال می‌کنند که مالیات بر رانت اقتصادی کارآمد، عادلانه و منصفانه است. توصیه اصلی سیاست جورجیست، مالیاتی است که بر ارزش زمین ارزیابی می‌شود، با این استدلال که درآمدهای حاصل از مالیات بر ارزش زمین (LVT) می‌تواند برای کاهش یا حذف مالیات‌های موجود (مانند درآمد، تجارت، یا خرید) که ناعادلانه و ناکارآمد هستند، استفاده شود. برخی از جورجیست‌ها نیز از بازگشت درآمدهای عمومی مازاد به مردم از طریق درآمد پایه یا سود سهام شهروندان دفاع می‌کنند.
مفهوم کسب درآمدهای عمومی عمدتاً از امتیازات زمین و منابع طبیعی توسط هنری جورج از طریق اولین کتابش، پیشرفت و فقر (۱۸۷۹) به‌طور گسترده‌ای رایج شد. اساس فلسفی جورجیسم بر متفکران قبلی مانند جان لاک، باروخ اسپینوزا و توماس پین استوار است. اقتصاددانانی از آدام اسمیت و دیوید ریکاردو گرفته تا میلتون فریدمن و جوزف استیگلیتز مشاهده کرده‌اند که مالیات عمومی بر ارزش زمین برخلاف سایر مالیات‌ها باعث ناکارآمدی اقتصادی نمی‌شود. مالیات بر ارزش زمین نیز اثرات مالیاتی تصاعدی دارد. مدافعان مالیات بر ارزش زمین استدلال می‌کنند که این مالیات‌ها نابرابری اقتصادی را کاهش می‌دهند، کارایی اقتصادی را افزایش می‌دهند، انگیزه‌های استفاده ناکافی از زمین شهری را از بین می‌برند و سفته بازی را کاهش می‌دهند.
در اواخر قرن نوزدهم و اوایل قرن بیستم ایده‌های جورجیستی محبوب و تأثیرگذار بودند. احزاب، نهادها و جوامع سیاسی بر اساس اصول جورجیستی در آن زمان تأسیس شدند. طرفداران اولیه فلسفه اقتصادی هنری جورج اغلب به دلیل هدف سیاسی خود برای افزایش درآمد عمومی به‌طور عمده یا فقط از طریق مالیات بر ارزش زمین، مالیات‌دهندگان تنها نامیده می‌شدند، اگرچه جورجیست‌ها اشکال متعددی از گرفتن رانت (مثلاً حق مالکیت) را به عنوان مشروع تأیید می‌کردند. اصطلاح Georgism بعداً اختراع شد و برخی اصطلاح geoism را به عنوان عمومی تر ترجیح می‌دهند.